# منطقه کلان‌شهری ساراسوتا
منطقه کلان‌شهری ساراسوتا (به انگلیسی: Sarasota metropolitan area) یک منطقه کلان‌شهری در ایالات متحده آمریکا است که در نورث پورت، فلوریدا واقع شده‌است. منطقه کلان‌شهری ساراسوتا ۷۰۲٬۲۸۱ نفر جمعیت دارد.